# Encephalartos woodii
Encephalartos woodii (englischer Trivialname: Wood’s Cycad) ist ein äußerst seltener Palmfarn aus der Gattung der Brotpalmfarne (Encephalartos), der nur im oNgoye Forest in KwaZulu-Natal, Südafrika, vorkommt. Er ist in der Wildnis ausgestorben und alle bekannte Individuen sind Klone des männlichen Typusexemplars der Art. Sowohl der wissenschaftliche als auch der Trivialname ehren John Medley Wood, Kurator der Durban Botanic Gardens und Direktor des Natal Government Herbarium of South Africa, der die Pflanze 1895 entdeckt hatte.

## Merkmale
Encephalartos woodii ist palmenähnlich und kann eine Höhe von 6 Metern erreichen. Der Stamm hat einen Durchmesser von etwa 300 bis 900 mm und ist unten am dicksten. Die Krone wird aus 50 bis 150 Blättern gebildet. Die glänzenden und dunkelgrünen Blätter sind 150 bis 250 cm lang und haben 70 bis 150 sichelförmige, gekielte Blättchen, die 13 bis 15 cm lang und 20 bis 30 mm breit sind.
Encephalartos woodii ist zweihäusig, d. h. es gibt getrennte männliche und weibliche Pflanzen. Es wurde jedoch noch nie eine weibliche Pflanze entdeckt. Die leuchtend gelb-orangefarbenen, männlichen Zapfen sind zylindrisch, 20 bis 40 cm lang, gelegentlich bis zu 120 cm lang und 15 bis 25 cm im Durchmesser. Eine einzige Pflanze kann sechs bis acht Zapfen gleichzeitig tragen.

## Systematik
Encephalartos woodii wurde zuerst von Wood als eine Varietät von Encephalartos altensteinii (als Encephalartos altensteinii var. bispinna) beschrieben und 1908 von dem englischen Gartenbauer Frederick Sander in den Rang einer Art erhoben, nachdem er ein Exemplar in seiner Sammlung untersucht hatte, bei dem es sich offenbar um einen der basalen Ableger aus dem ursprünglichen Stamm handelte. Es wird angenommen, dass Encephalartos woodii am engsten mit Encephalartos natalensis verwandt ist. Einige Autoren halten Encephalartos woodii nicht für eine valide Art, sondern eher für eine Mutation von Encephalartos natalensis oder ein Relikt einer anderen Art. Andere wiederum betrachten diese Pflanze als eine natürliche Hybride zwischen Encephalartos natalensis und Encephalartos ferox. Um die Verwandtschaft zwischen Encephalartos natalensis und Encephalartos woodii zu bestimmen, wurden mit Hilfe der RAPD-Technik genetische Fingerabdrücke erstellt und die Daten mit Hilfe von Distanzmethoden analysiert. Auf der Grundlage der RAPD-Fingerabdrücke ist die intraspezifische genetische Variation zwischen verschiedenen Pflanzen der Art Encephalartos natalensis ähnlich wie die interspezifische Variation zwischen Encephalartos natalensis und Encephalartos woodii, was die enge Verwandtschaft zwischen diesen beiden Taxa bestätigt.

## Verbreitung und Lebensraum
Die einzigen bekannten Wildpflanzen von Encephalartos woodii  waren eine Ansammlung von vier Stämmen, die Wood 1895 in einem kleinen Gebiet des Ngoya Forest entdeckte, heute unter dem Eigennamen oNgoye bekannt, der in KwaZulu-Natal, Südafrika, liegt. Der Standort, an dem diese Pflanze gefunden wurde, lag an einem steilen Südhang am Rande des Waldes. Das Klima umfasst heiße Sommer und milde Winter und die jährliche Niederschlagsmenge liegt zwischen 750 und 1000 mm.
Entnahme aus dem ursprünglichen Lebensraum
Ein basaler Ableger eines der Hauptstämme wurde entfernt und 1899 an die Royal Botanic Gardens Kew gesandt. Im Jahr 1903 sammelte James Wylie, ein Vertreter von Wood, drei basale Ableger, die anschließend in die Durban Botanical Gardens gepflanzt wurden. 1905 erwarben die National Botanic Gardens of Ireland in Glasnevin ein Exemplar, das im Register unter der Bezeichnung Encephalartos way of E. Alten[steinii] aufgeführt ist und von Sander & Sons für eine Guinee erworben wurde. Während einer Expedition im Jahr 1907 entnahm Wylie zwei der größeren Stämme und stellte fest, dass einer der verbleibenden Stämme, der größte der ursprünglich vier Stämme, erheblich beschädigt war und wahrscheinlich nicht überleben würde. Im Jahr 1912 war in der Wildnis nur noch ein 3 Meter hoher Stamm vorhanden. 1916 erließ das Forstministerium die Anordnung, diesen Stamm zu entfernen und an den Botaniker der Regierung in Pretoria zu senden. Es wird angenommen, dass dieser Stamm 1964 einging.
Gegenwärtige Verbreitung
Obwohl in der in der Wildnis ausgestorben, sind Exemplare von Encephalartos woodii in vielen botanischen Gärten, Institutionen und Sammlungen auf der ganzen Welt zu finden, wobei schätzungsweise 500 Exemplare existieren, die alle Klone des ursprünglichen Exemplars sind. Für eine Encephalartos-Art ist E. woodii in der Kultur relativ schnellwüchsig und kräftig.
Zwei der größeren Stämme, die Wylie auf der Expedition von 1907 gesammelt hatte, sind heute noch in den Durban Botanic Gardens zu sehen. Ein Ableger von einer der Pflanzen aus diesem Botanischen Garten wurde 1916 von James Wylie in den Kirstenbosch Botanical Garden in der Nähe von Kapstadt, Südafrika, gesandt. Die 1899 in die Kew Gardens gesandte Pflanze wurde bis April 1997 im Palmenhaus kultiviert und dann in das Gewächshaus verlegt, wo sie im September 2004 zum ersten Mal einen männlichen Zapfen hervorbrachte. Ein weiteres europäisches Exemplar befindet sich im Hortus Botanicus Amsterdam, Niederlande. Zudem befand sich im Orto Botanico di Napoli ein weiteres Exemplar. Das Exemplar in Irland in Glasnevin gilt als das „wahrscheinlich größte“ Exemplar von E. woodii in Europa. In den Vereinigten Staaten steht ein Exemplar im Wintergarten der Longwood Gardens in der Nähe von Philadelphia, Pennsylvania und drei Exemplare sind im Lotusland in Santa Barbara, Kalifornien, zu sehen, wo sie 1979 gepflanzt wurden. Das Exemplar erhielten die Longwood Gardens im Jahr 1969, nachdem einer der ehemaligen Direktoren von Longwood, Russell Seibert, auf einer Pflanzenerkundungsreise nach Südafrika in den 1960er Jahren eine Anfrage an die Durban Botanic Gardens gestellt hatte. Die bewurzelte Pflanze wurde zunächst in die Forschungsabteilung von Longwood gebracht, wo sie von den Gärtnern gepflegt wurde, bis sie für die Ausstellung im Gewächshaus geeignet war. Das Exemplar produziert im frühen Winter Zapfen.

## Fortpflanzung und Vermehrung
Vegetative Vermehrung
Encephalartos woodii vermehrt sich mit schnell wachsenden Ablegern.
Sexuelle Vermehrung
Die natürliche Reproduktion von Encephalartos woodii ist nicht möglich, solange keine weiblichen Exemplare dieser Art vorhanden sind. Es ist dokumentiert, dass E. woodii fruchtbare Hybride mit E. natalensis bildet. Eine Methode zur Erzeugung potenzieller weiblicher Nachkommen ist die Rückkreuzung: Hierbei wird jeder Nachkomme wiederholt mit E. woodii gekreuzt, was über mehrere Generationen hinweg dazu führen kann, dass die Nachkommen morphologisch näher an den Eigenschaften eines typischen weiblichen Typus von Encephalartos woodii sind. Eine genetische Analyse der Chloroplasten-DNA von F1-Hybriden zwischen E. woodii und E. natalensis hat jedoch ergeben, dass alle Chloroplasten von den weiblichen Pflanzen von E. natalensis stammen. Dies deutet darauf hin, dass die Nachkommen in Mehrgenerationen-Hybriden Chloroplasten von E. natalensis besitzen und somit nicht als „reine“ E. woodii betrachtet werden können.
Verbreitung von Hybriden
Es wurden mehrere Hybride zwischen E. woodii und anderen Encephalartos-Arten gezüchtet, darunter:
- Encephalartos gratus × E. woodii in Lotusland, Kalifornien.[14]
- Encephalartos natalensis × E. woodii im Orto Botanico di Palermo in Italien und in verschiedenen Sammlungen in Südafrika und den Vereinigten Staaten.
- Encephalartos transvenosus × E. woodii in Sammlungen in Südafrika und den Vereinigten Staaten.[18]
- Encephalartos arenarius × E. woodii bei Aloes in Wonderland, Kalifornien.[19]
- Encephalartos horridus × E. woodii bei Aloes in Wonderland, Kalifornien.[20]

## Status
Trotz zahlreicher Exkursionen im Gebiet von oNgoye-Mtunzini wurden bisher keine weiteren Individuen von Encephalartos woodii wiederentdeckt. Alle bekannten Exemplare dieser Art sind Klone der einzigen bekannten männlichen Pflanze. Aus diesen Gründen gilt die Pflanze in der Wildnis als ausgestorben.
2024 wurde in KwaZulu-Natal ein Forschungsprojekt der University of Southampton gestartet, bei dem mit Hilfe von Künstlicher Intelligenz und Drohnen, die Suche nach einem weiblichen Exemplar durchgeführt werden soll. Diese Maßnahme brachte jedoch noch keine Ergebnisse.
Gesetzlicher Schutz
Wie alle Mitglieder der Gattung Encephalartos ist auch Encephalartos woodii durch nationale und internationale Rechtsvorschriften geschützt.
In Südafrika ist eine Genehmigung der Naturschutzbehörde erforderlich, um gefährdete Pflanzen zu entnehmen, zu verkaufen, zu kaufen, zu spenden, zu kultivieren und um ausgewachsene Palmfarne zu besitzen. Auf internationaler Ebene stehen alle Arten und Hybriden von Encephalartos in Anhang I des CITES, des Übereinkommens über den internationalen Handel mit gefährdeten Arten freilebender Tiere und Pflanzen. Das bedeutet, dass wild gesammeltes Material nicht gehandelt werden darf und dass für jede künstlich gezüchtete Brotpalmfarn-Pflanze oder jedes Pflanzenteil oder jeden Zapfen oder Pollen oder Samen, die über eine internationale Grenze verbracht werden, eine von der Behörde des Ausfuhrlandes ausgestellte CITES-Ausfuhrgenehmigung und eine von der Behörde des Einfuhrlandes ausgestellte CITES-Einfuhrgenehmigung erforderlich ist.

## Galerie

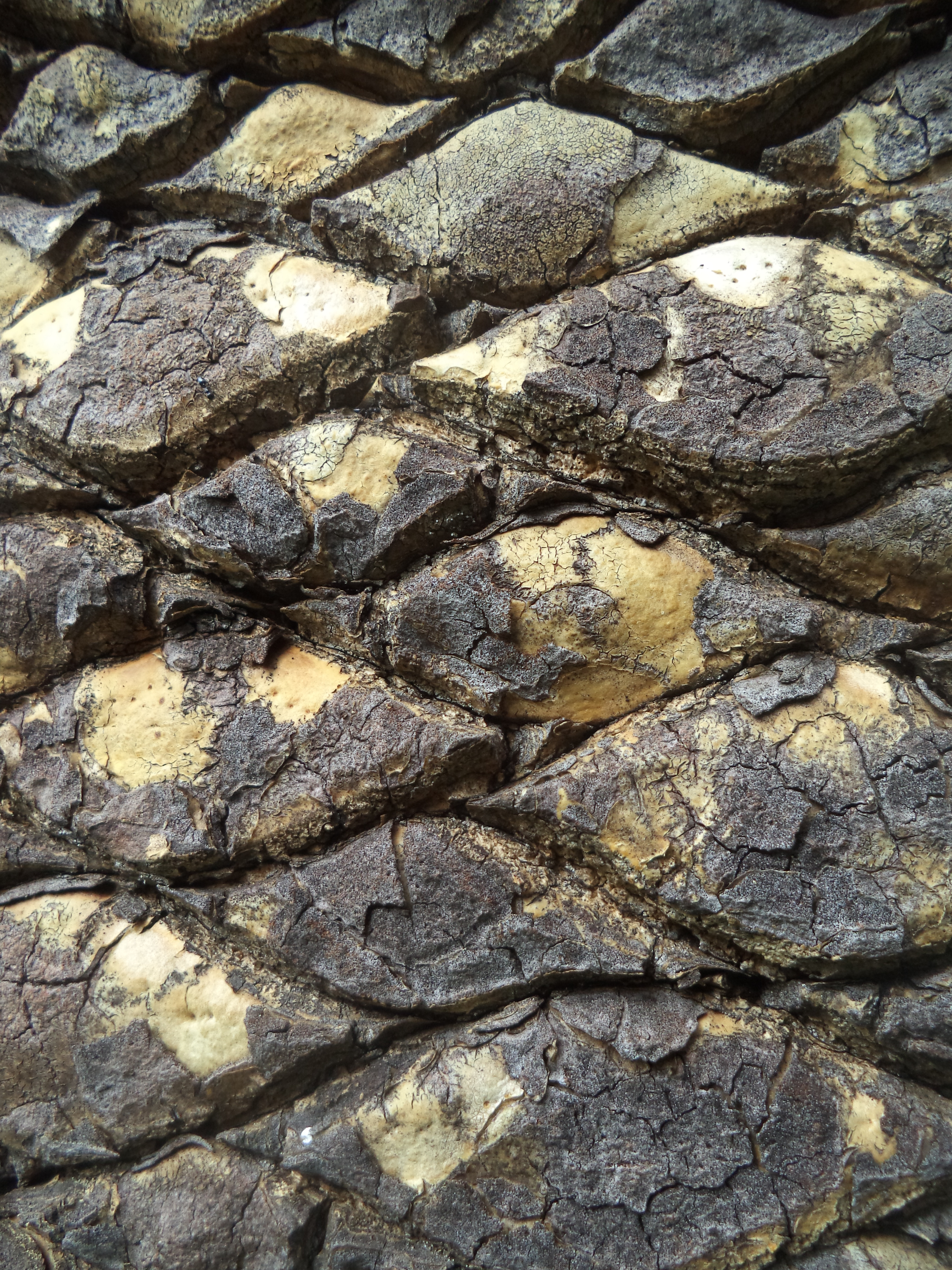
Die Rinde des Exemplars im Kirstenbosch Botanical Garden
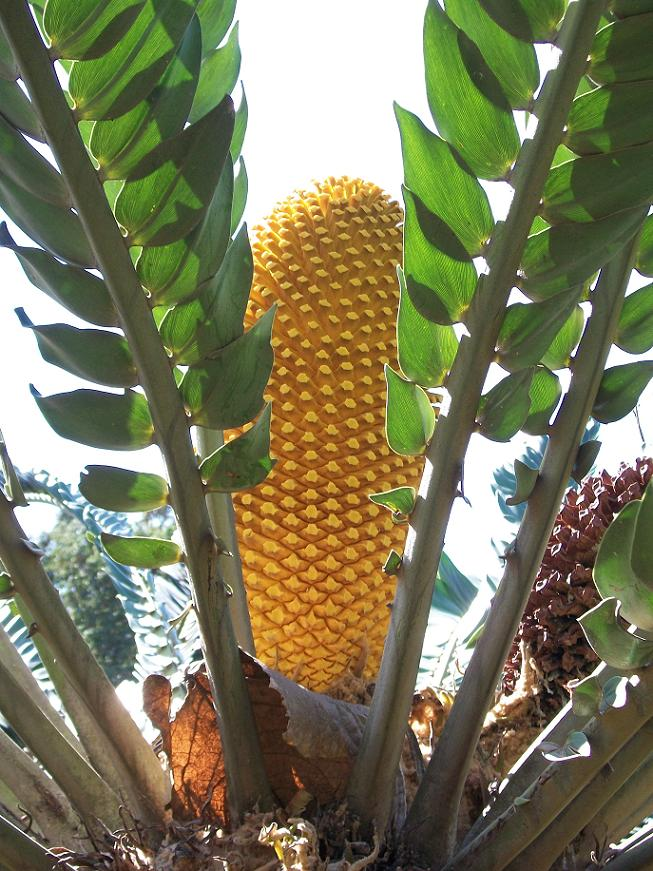
Männlicher Zapfen von Encephalartos woodii
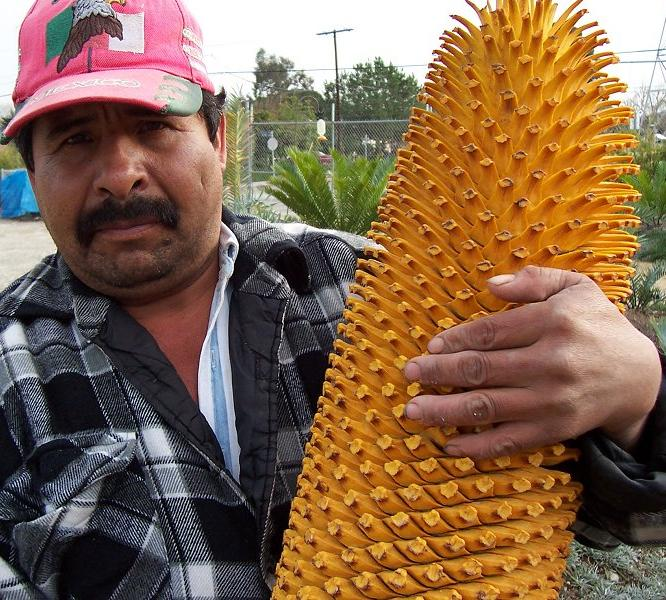
Länge eines Zapfens von Encephalartos woodii im Vergleich zur Körpergröße eines Menschen
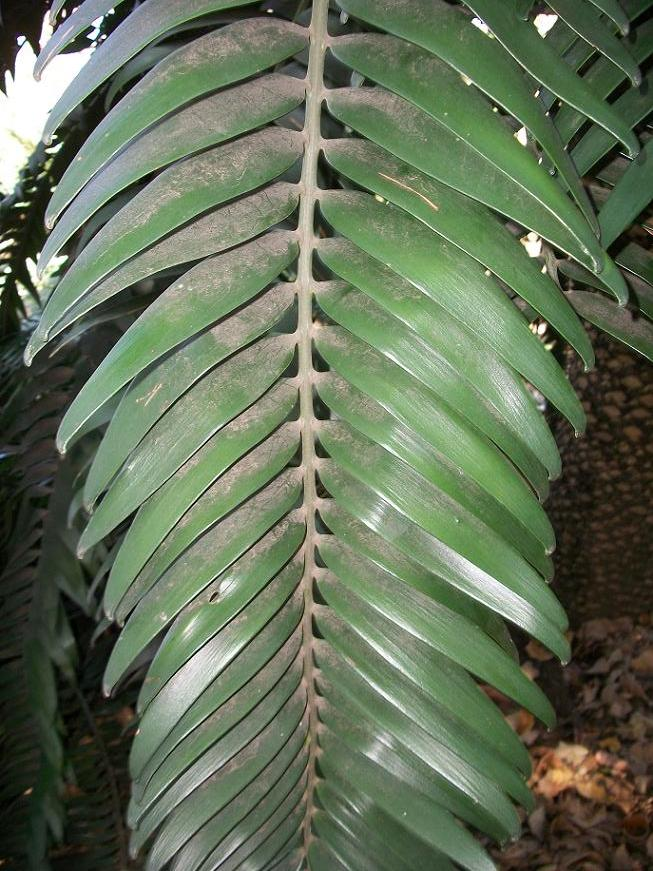
Ausschnitt eines Blattes mit Fiederblättchen
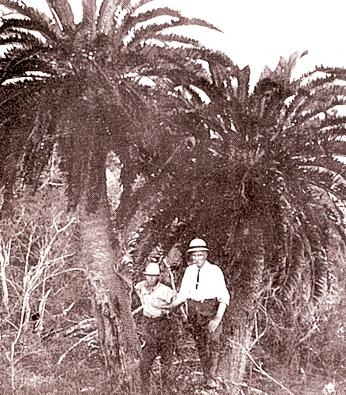
Die beiden letzten Stämme von Encephalartos woodii im Wald von oNgoye im frühen 20. Jahrhundert
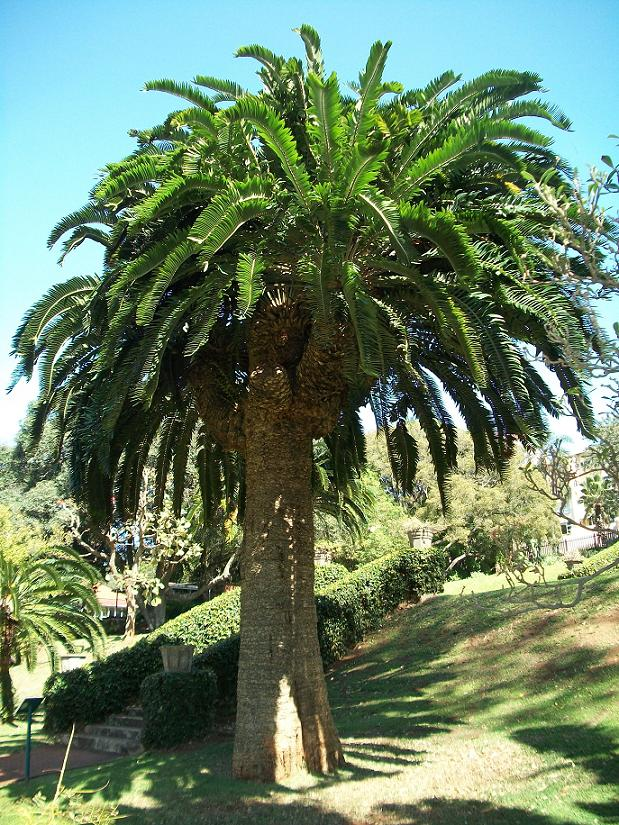
Einer der ursprünglichen Stämme in den Durban Botanic Gardens
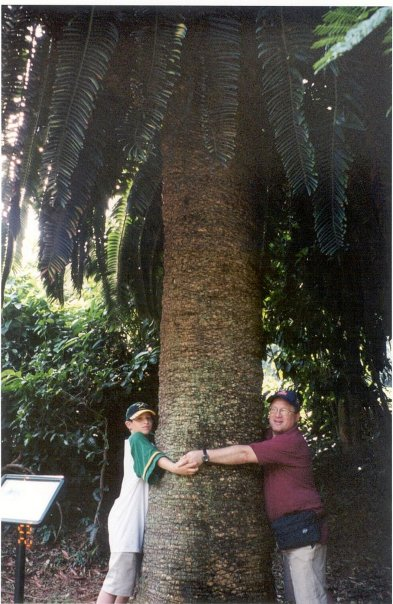
Ursprünglicher Stamm in den Durban Botanic Gardens, 2010
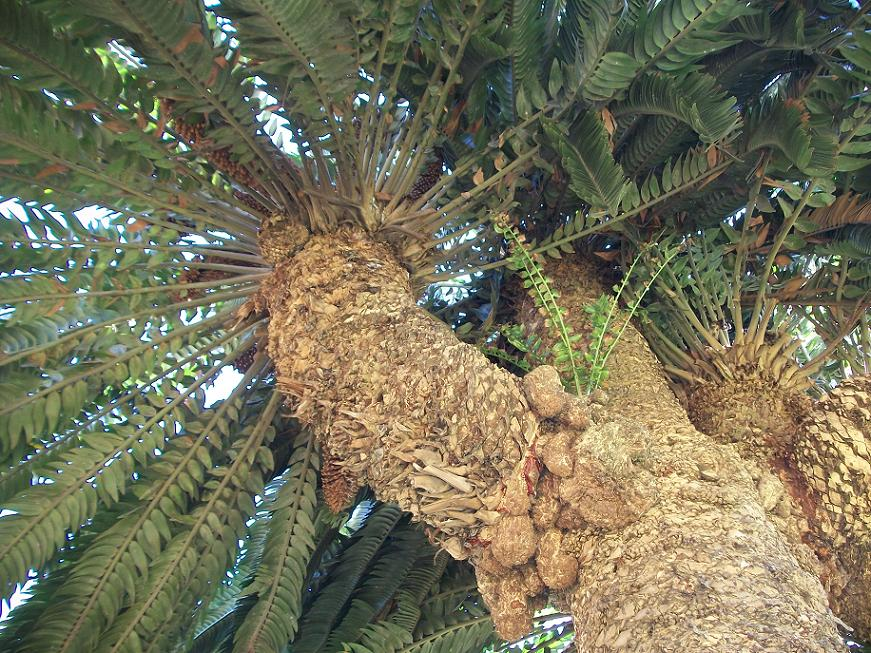
Ableger (Schößlinge) mit Wurzeln, die sich am größten Ableger entwickeln
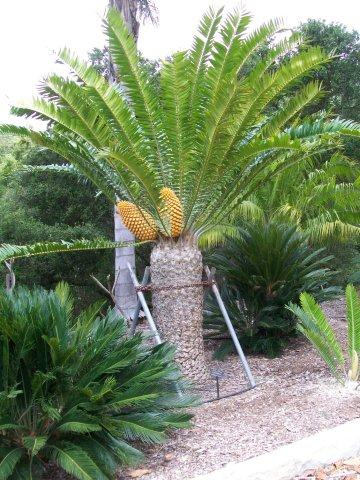
Eine weibliche Hybride aus E. natalensis × woodii mit Zapfen
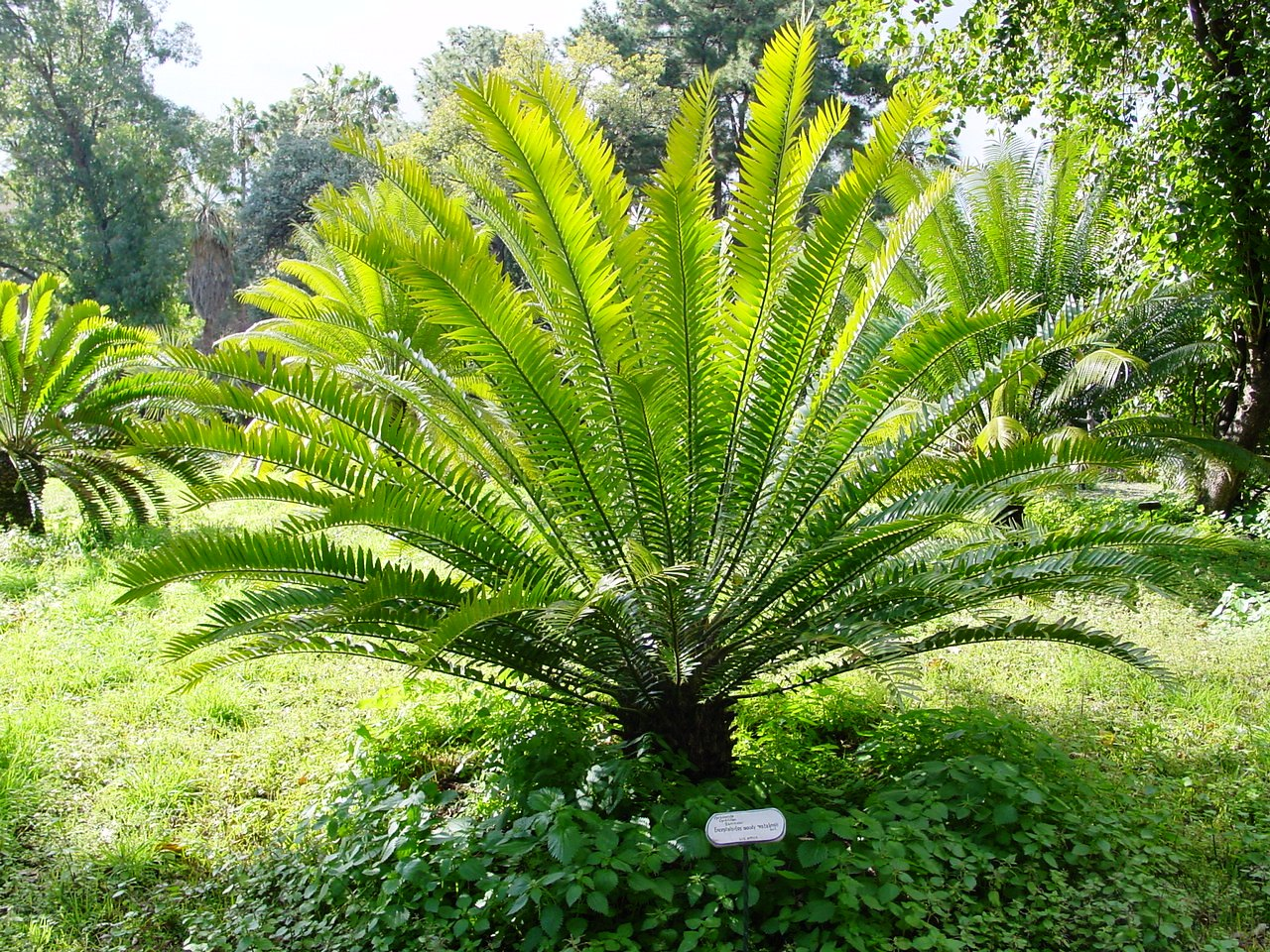
Eine Hybride aus Encephalartos natalensis × E. woodii im Orto Botanico di Palermo